# Liste der Monuments historiques in Chaumousey
Die Liste der Monuments historiques in Chaumousey führt die Monuments historiques in der französischen Gemeinde Chaumousey auf.

## Liste der Objekte
| Bezeichnung                | Beschreibung                                                   | Standort                                                 | Kennzeichnung | Schutzstatus | Datum | Bild |
| -------------------------- | -------------------------------------------------------------- | -------------------------------------------------------- | ------------- | ------------ | ----- | ---- |
| Relief Johannes der Täufer | Stein, farbig gefasst, 16. Jahrhundert                         | in der Kirche Nativité-de-Notre-Dame (Lage)              | PM88000137    | Classé       | 1933  |      |
| Relief Leib Christi        | von der Grablegungsgruppe der ehemaligen Abtei; Stein, um 1525 | Place de l’Abbaye, in einem Bauernhof eingemauert (Lage) | PM88000137    | Classé       | 1928  |      |